# アヴェレイジ・ホワイト・バンド
アヴェレイジ・ホワイト・バンド（Average White Band）は、イギリス、スコットランド出身のファンク、ソウル/R&Bのバンド。

## 略歴
1971年にスコットランドで結成。1973年にエリック・クラプトンのコンサートのサポートを務め、同年にアルバム『ショウ・ユア・ハンド』でデビューした。1974年にニューヨークへ渡る。同年8月、アリフ・マーディンのプロデュースにより2枚目のアルバム『アヴェレイジ・ホワイト・バンド』を発表。シングルカットされた「ピック・アップ・ザ・ピーセズ」は、翌1975年2月にインストゥルメンタル曲としては異例の全米1位の大ヒットを記録した。さらに、ファンキーな「カット・ザ・ケイク」もヒットした。
バンド名の通りメンバーは白人ながら（後に黒人メンバーも在籍）、音は非常に黒い。そのためホワイト・ソウル、ホワイト・ファンクと呼ばれることがある。何度かのメンバーチェンジを経て、1980年にはデイヴィッド・フォスターをプロデューサーに迎えAOR／ディスコサウンドを打ち出したアルバム『シャイン』やシングル「レッツ・ゴー・ラウンド・アゲイン」などを発表するがバンドは音楽的に行き詰まり、1982年に解散した。1988年のアトランティック・レコード40周年コンサートで一度きりの再結成を行った後、1989年にアルバム『Aftershock』を発表し本格的に再結成し、現在も活動中。

## ディスコグラフィ

### スタジオ・アルバム
- 『ショウ・ユア・ハンド』 - Show Your Hand (1973年)
- 『アヴェレイジ・ホワイト・バンド』 - AWB (1974年)
- 『カット・ザ・ケイク』 - Cut The Cake (1975年)
- 『ソウル・サーチング』 - Soul Searching (1976年)
- 『ベニー&アス』 - Benny & Us (1977年) ※With ベン・E・キング
- 『ウォーマー・コミュニケーションズ』 - Warmer Communications (1978年)
- 『フィール・ノー・フレット』 - Feel No Fret (1979年)
- 『シャイン』 - Shine (1980年)
- 『キューピッズ・イン・ファッション』 - Cupid's In Fashion (1982年)
- Aftershock (1989年)
- Soul Tattoo (1997年)
- Living In Colour (2003年)
- Inside Out (2018年)

### ライブ・アルバム
- 『パーソン・トゥ・パーソン』 - Person To Person (1976年)
- Face To Face (1999年)
- Soul & the City (2006年)
- Live at Montreux 1977 (2011年) ※1977年7月10日、モントルー・ジャズ・フェスティバル録音
- Times Squared (2013年) ※2009年3月18日、ニューヨーク録音
- Access All Areas (2015年) ※1980年夏、ノッティンガム録音
- AWB R&B (2016年)

### コンピレーション・アルバム
- Volume VIII (1980年)
- Pickin' Up the Pieces: The Best of Average White Band (1992年)
- The Best of the Average White Band - Let's Go Round Again (1994年)
- Pick Up the Pieces and Other Hits (1997年)
- Greatest and Latest (2005年)
- The Very Best Of (2006年)
- Pick Up the Pieces (The Very Best Of) (2009年)
- 『ベスト・オブ・アヴェレイジ・ホワイト・バンド』 - Anthology The Best Of Average White Band (2009年)
- All the Pieces - The Complete Studio Recordings 1971-2003 (2014年)
- Gold (2019年)